# Фейсал Микдад
Фе́йсал аль-Микда́д (араб. فيصل المقداد‎; род. 5 февраля 1954) — сирийский политик, вице-президент Сирии с 23 сентября по 8 декабря 2024 года. Министр иностранных дел и по делам экспатриантов Сирии с 22 ноября 2020 по 23 сентября 2024 года.
Родился 5 февраля 1954 года в деревне Гасм в сирийской провинции Дараа.
В 1978 году окончил филологический факультет Дамаскского университета как специалист по английскому языку. В 1992 году получил степень доктора по английской литературе в Карловом университете в Праге.
В 1994 году начал дипломатическую карьеру.
Постоянный представитель Сирии в ООН с 2003 по 2006 годы.
С 2006 по 2020 годы был заместителем министра иностранных дел Сирийской арабской республики. После смерти Валида аль-Муаллема в ноябре 2020 года президент Сирии Башар аль-Асад назначил Микдада главой МИД республики.
23 сентября 2024 года был назначен вице-президентом по внешней и информационной политике.